# Janet E. Turner
Janet E. Turner (1914–1988) foi uma artista americana conhecida pelas suas gravuras.
O seu trabalho encontra-se incluído nas colecções do Museu de Arte de Seattle, do Museu Smithsoniano de Arte Americana, do Portland Art Museum, do Dallas Museum of Art, da Academia de Belas-Artes da Pensilvânia e do Museu de Arte Nelson-Atkins.
Turner foi professora de arte na Universidade do Estado da Califórnia entre 1959 e 1981. O Museu de Impressão Janet Turner da universidade foi baptizado em sua honra.